# Eduardo Sívori
Eduardo Sívori (Buenos Aires, 13 de octubre de 1847-5 de junio de 1918) fue un pintor argentino considerado el introductor y uno de los más importantes exponentes, junto a Ernesto de la Cárcova, del realismo pictórico argentino de fines del siglo xix. Sívori inicia la etapa naturalista en Argentina presentando su obra El despertar de la criada (Le lever de la bonne), en la Sociedad Estímulo de Bellas Artes, en 1888; un año antes, 1887, la pintura había sido presentada en el Salón de París.

## Biografía
Dueño de una vocación temprana, recién a los 27 años de edad viajó a Europa, ahí pudo desarrollarla cabalmente iniciando su carrera artística en París donde vivió entre 1873 y 1876. De regreso a Buenos Aires, continúa sus estudios con José Aguyari, Francesco Romero y Ernesto Charton de Treville.
Fue uno de los fundadores de la Sociedad Estímulo de Bellas Artes de Buenos Aires, antecedente directo de la Academia Nacional de Bellas Artes.
En 1882 regresa a París, donde toma clases con Jean-Paul Laurens.
Radicado definitivamente en la Argentina, se volcó paulatinamente a la temática del paisaje pampeano, y se lo recuerda por ser de los primeros artistas que introdujo la técnica del grabado.

## Obras principales
- 1887 - El despertar de la criada; óleo sobre tela, 198 x 131 cm
- Paisana dámata : óleo sobre tela, 60 x 80 cm
- La Pampa : óleo sobre tela, 100 x 51 cm
- 1903 - Retrato de Godofredo Daireaux : óleo sobre tela, 66,5 x 56 cm
- Retrato de niña, óleo sobre tela, 40,5 x 32 cm
- Rancho con ombú. óleo sobre tela, 33,5 x 28,8 cm

|                                                                          |
| El despertar de la criada. Museo Nacional de Bellas Artes, Buenos Aires. |

|               |
| En el taller. |

|                 |
| A la querencia. |

|               |
| Autorretrato. |